# 루니 툰 - 벅스 버니와 대피 덕의 에피소드 목록
다음은 루니 툰 - 벅스 버니와 대피 덕의 에피소드 목록이다.

## 시즌1
1. 절친 퀴즈
2. 회원번호 1673
3. 두 죄수 이야기
4. 못 말리는 불청객
5. 숨겨진 재능
6. 대피의 동창회
7. 최고의 휴양지
8. 애완견 길들이기
9. 전설의 보물
10. 에펠탑의 진실
11. 발명은 어려워!
12. 데이트 소동
13. 볼링 대회
14. 신문 도둑
15. 행복 찾기
16. 즐거운 아기 보기
17. 생쥐가 만드는 피자
18. 운전면허 시험
19. 한심한 녀석들
20. 일하면 안 되는 오리
21. 누구를 위한 감자튀김
22. 대피의 재발견
23. 진정한 친구란...
24. 노벨상보다 어려운 건?
25. 의심 많은 대피
26. 할머니와 친구들

## 시즌2
1. 코치 대피와 뚱보 벅스
2. 이메일을 삭제하라!
3. 거미 소동
4. 이유있는 반항
5. 벅스의 거짓말
6. 아버지와 아들
7. 고객 서비스
8. 대피의 친구들
9. 핸드백 소동
10. 크리스마스 캐럴
11. 송로버섯과 우정
12. 이별 편지
13. 변호사 대피 덕
14. 날개를 펴고 날아라
15. 검은 독거미
16. 포키버니 부인의 당근 케이크
17. 심리 치료
18. 대피와 피아노
19. 황당한 여행
20. 사기꾼 거북이
21. 오리의 해
22. 회장 선거
23. 포키의 첫사랑
24. 축제에서 생긴 일
25. 가장 친한 친구
26. 슈퍼래빗